# ادورن پاسابان
ادورن پاسابان لیزاریبار (به انگلیسی: Edurne Pasaban Lizarribar) (زاده ۱ اوت ۱۹۷۳) کوه‌نورد اسپانیایی اهل باسک و از ایالت گیپوزکو است. او در ۱۷ می ۲۰۱۰، ۲۱مین نفر و نخستین زنی شد که تمام ۱۴ قلهٔ ۸۰۰۰ متری را صعود کرده است. اولین صعود ۸۰۰۰ متری او ۹ سال پیش از آن، در تاریخ ۲۳ می ۲۰۰۱ و بر روی کوه اورست انجام گرفت. در ۱۸ می ۲۰۰۹، او نخستین زنی بود که ۱۲ قلهٔ ۸۰۰۰ متری را صعود کرده بود و در ۱۷ آوریل ۲۰۱۰ او آناپورنا را هم به رکوردهای پیشین خود افزود و پس از آن دست به صعود شیشاپانگما زد و به این ترتیب، چالش او به پایان رسید.

## صعود به ۱۴ قلهٔ ۸۰۰۰ متری

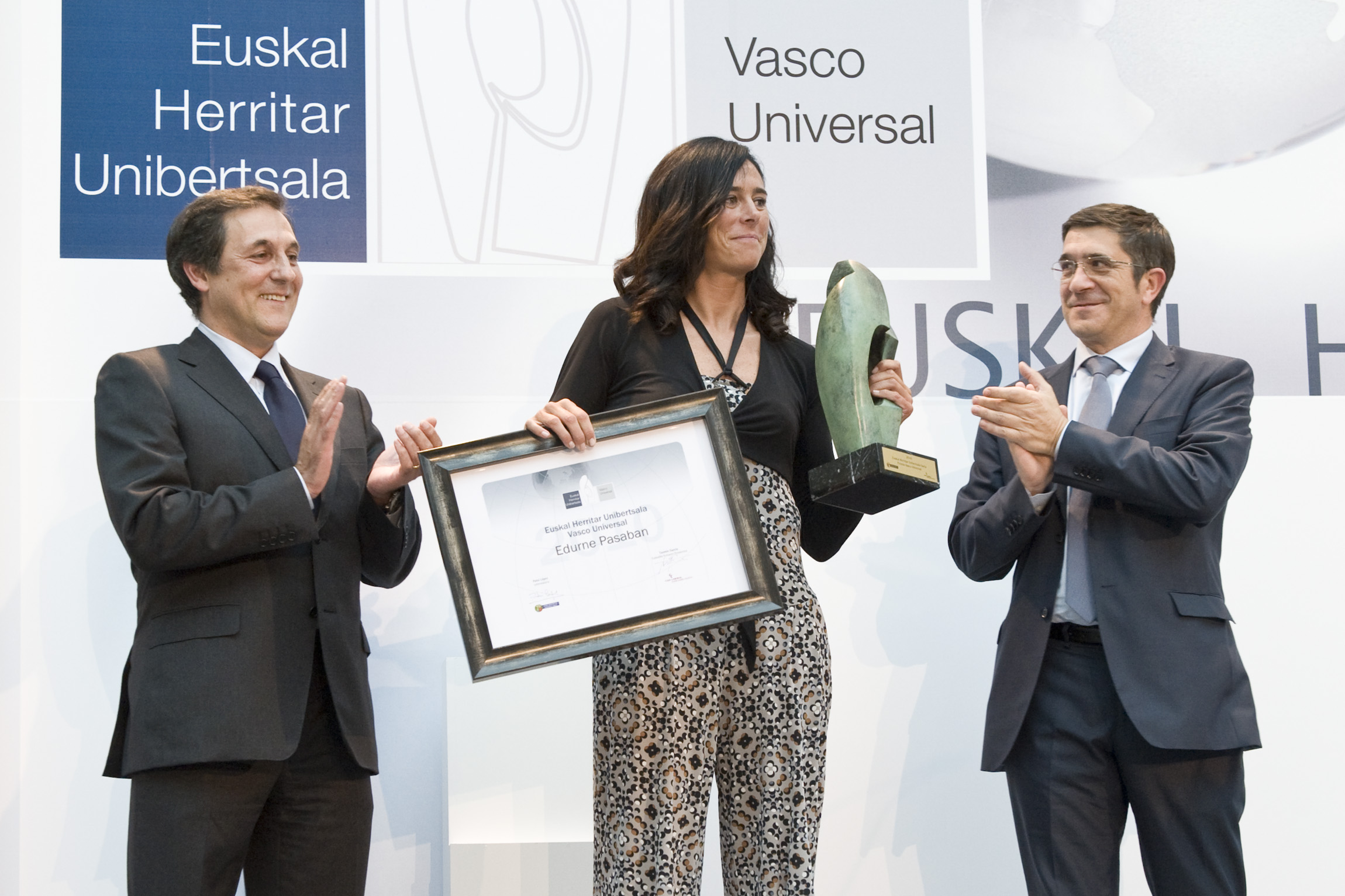
اعطای جایزه

پاسابان نهمین ۸۰۰۰ متری خود را در ۱۲ ژوئیه ۲۰۰۷ به‌همراه کوه‌نورد اتریشی، گرلینده کالتنبرونر صعود کرد. اول مه ۲۰۰۸، پاسابان دهالاگیری را صعود کرد، و گرلینده کالتنبرونر هم دهالاگیری را در همان روز صعود کرد! و ظاهراً رقابتی بین این دو برای کسب عنوان اولین زن ۱۴ تایی درگرفته بود. در ۱۸ مه ۲۰۰۹، پاسابان موفق به صعود کانگچنجونگا همراه گروهی دیگر شد، خوانیتو اویارزابل و کوه‌نورد لهستانی، بارانوسکا. با این صعود او از گرلینده کالتنبرونر و نیو مروا پیشی گرفت و اولین زنی شد که ۱۲ قلهٔ ۸۰۰۰ متری را صعود کرده است. گرلینده کالتنبرونر دو روز بعد با صعود لهوتسه خود را به پاسابان رساند. نیو مروا پس از آن برای صعود به کانگچنجونگا تلاش کرد که به دلیل به خطر افتادن سلامت همسر و هم‌نورد خود «رومانو بنت»، از ادامهٔ کار منصرف شد.
در ۲۷ آوریل ۲۰۱۰ اعلام شد که پاسابان احتمالاً عنوان نخستین زن ۱۴ تایی را به بانوی کره‌ای «اوه اون-سون» واگذار کرده است، پس از آن پاسابان و چند تن دیگر از اهل فن، صعود اوه به کانگچنجونگا را به چالش گرفتند. پس از دیدار و گفتگویی بین پاسابان و الیزابت هاولی، خانم هاولی اظهار داشت که صعود اوه در اعلام‌های آیندهٔ او مورد بحث و چون و چرا قرار خواهد گرفت!
۳ مه ۲۰۱۰، در کاتماندو، خانم اوه یک گفت‌گوی یک ساعته با الیزابت هاولی در خصوص جزئیات صعود او به کانگچنجونگا داشت. هاولی پس از آن به خبرنگاران گفت که صعود خانم اوه به گانگچنچونگا درست است ولی این صعود مورد مناقشه و بحث خواهد بود. او اضافه کرد که صحبت‌های اوه کاملاً با آنچه پاسابان می‌گوید متفاوت است و من واقعاً نمی‌دانم کدام‌یک درست می‌گویند! هاولی پس از آن گفت که اگر تیم اسپانیایی از ادعای خود صرف‌نظر کند، کانگچنجونگا چونگا دوباره به عنوان یک صعود موفق برای اوه علامت خواهد خورد.
اوه در رد ادعای پاسابان گفت: من می‌دانم که بر اساس ادعای او تعدادی از شرپاها گفته‌اند که من کانگچنجونگا را صعود نکرده‌ام، ولی او هیچ‌گاه نام آن شرپاها را نبرده است.
در ۴ مه ۲۰۱۰، پاسابان نام هفت شرپای درگیر در آن صعود را اعلام کرد: داوا اونگ‌چو شرپا، پما چیرینگ شرپا، چهجی نوربو شرپا، داوا سانگ شرپا، آونگ دارچی شرپا، کواومبی شرپا و فوردرچی شرپا. او گفت که پیش از این نام شرپاها را نبرده بود چون آنها هنوز در استخدام تیم کره‌ای بودند. بعدها او عنوان دومین زن صعود کنندهٔ ۱۴ قلهٔ ۸۰۰۰ متری را پذیرفت ولی این پرسش را مطرح کرد که آیا کوه‌نورد کره‌ای واقعاً همهٔ ۱۴ قله را صعود کرده است؟
به‌هرحال، در ۲۹ اوت ۲۰۱۰، اعلام شد که فدراسیون کوه‌نوردی کره، پس از بررسی دلیل و گفته‌های خانم اوه، صعود او به کانگچنجونگا را نپذیرفته است؛ آنها به گفته‌های شرپاها استناد می‌کردند که بر اساس آن خانم اوه به دلیل هوای بد نتوانسته است صعود خود را کامل کند.
اوه اون-سون پس از آن پذیرفت که ناچار شده است چند متر زیر قلهٔ کانگچنجونگا دست از صعود بکشد؛ بنابراین سایت مشهور و معتبر اکسپلوررز وب در ۱۰ دسامبر ۲۰۱۰ اعلام کرد که ادورن پاسابان نخستین زنی است که ۱۴ قلهٔ ۸۰۰۰ متری جهان را صعود کرده است و این سرانجام جدلی بود که به نفع پاسابان پایان گرفت.

## تاریخ صعود ۱۴ قلهٔ ۸۰۰۰ متری پاسابان
۱۷ مه ۲۰۱۰ - شیشاپانگما
۱۷ آوریل ۲۰۱۰ - آناپورنا
۱۸ مه ۲۰۰۹ - کانگچنجونگا
۵ اکتبر ۲۰۰۸ - ماناسلو
۱ مه ۲۰۰۸ - دهالاگیری
۱۲ ژوئیه ۲۰۰۷ - برود پیک
۲۰ ژوئیه ۲۰۰۵ - نانگا پاربات
۲۶ ژوئیه ۲۰۰۴ - کی۲
۲۶ ژوئیه ۲۰۰۳ - گاشربروم ۱
۱۹ ژوئیه ۲۰۰۳ - گاشربروم ۲
۲۶ مه ۲۰۰۳ - لهوتسه
۵ اکتبر ۲۰۰۲ - چو ایو
۱۶ مه ۲۰۰۲ - ماکالو
۲۳ مه ۲۰۰۱ - اورست